# Håkan Wikell
Håkan Wikell, född 9 oktober 1955, är en svensk musiker, tonsättare, bildkonstnär, bibliotekarie och författare. Wikell är uppväxt i Höganäs och var bosatt i Umeå 1985–2017 men bor numera i Kivik. Han var med om att starta Visans vänner i Umeå som arrangerar Holmöns Visfestival årligen.
Håkan Wikell har skrivit närmare 500 sånger och en hel del instrumentalmusik, bland annat till Grotteaterns uppsättningar av Trettondagsafton, Hamlet, Millionpundsedeln och Kallocain. Han har gett ut ett antal CD-skivor, bland andra Pigg,  Närmast mitt hjärta, För kärlekens skull, Grå fåglar går sällan på bio,  Kattbilder och Filmer som bara jag har sett. Han har tonsatt Erik Blomberg (LP:n Var inte rädd för mörkret, 1981 Folksång), Stig Dagerman, Annika Burholm, Marianne Nalle Wikblad, Britt G. Hallqvist, Signe Rudberg och Gustaf Fröding (framförda av Per Lundholm). Håkan Wikell var tidigare medlem av vis- och jazzgruppen Magic Connection. Som sångare är han mest inriktad på blues och kuplett.
Nu gör han program tillsammans med Björn Bergman och Lena Viredius. 
Håkan Wikell är också författare till böckerna Kattbilder, Figurer i mina golv, 3-radingar och barnboken Pigges detektivbyrå AB , de tre sistnämnda i samarbete med Marianne Nalle Wikblad. Han skrev också musiken till Marianne Nalle Wikblads bok Igelkotten Igloo och hans vänner utgiven på en till boken medföljande CD-skiva.
2011 gav han ut skivan Sorgen och saknaden, en skiva som beskriver sorgen efter att en nära vän avlidit. 2012 kom skivan Tango eremit med tidigare oinspelade "favoritlåtar". Året därpå gav han ut boken Igelkottsåret 2014, en allegorisk satir över kulturhuvudstadsfirandet i Umeå och samtidigt en miljöbok som bland annat diskuterar relationen mellan djur och människa. Under 2014 började han skapa bilder digitalt varvade med teckningar och akrylmålningar. Kuplettskivan "Kupletter för vår tid" är en hyllning till Karl Gerhard-genren där Wikell sjunger egna kupletter. 2017 kom den digitalt utgivna boken "Tvångsskämtaren."